# Jiajing
Jiajing (ur. 16 września 1507, zm. 23 stycznia 1567) – jedenasty cesarz Chin z dynastii Ming, panujący w latach 1521–1567. Kuzyn cesarza Zhengde.